# Marco Klammer
Marco Klammer (* 1977 in Mülheim an der Ruhr; † 5. April 2024) war ein deutscher Schauspieler.

## Leben
Marco Klammer begann seine Filmkarriere als Theaterschauspieler. Später wechselte er zum Film und Fernsehen, wo er vor allem als Nebendarsteller und Komparse eingesetzt wurde, unter anderem hatte er eine kleine Rolle in der Fernsehserie Stromberg, die er auch im Kinofilm zur Serie weiterführen durfte. Weitere kleine Rollen hatte er in Die Lügen der Sieger (2014) und Meine teuflisch gute Freundin (2018) 
Einen Namen machte er sich als Underground-Schauspieler in Filmen wie Das Verlangen der Maria D. (2018), Born Dead (2019),  Nocta (2022), Einöde der Peiniger (2022) und zuletzt Todesmarsch nach Chiasso (2023). In letzterem halbdokumentarischen Film von Juval Marlon sprach er auch über seine Alkoholsucht, depressive Verstimmungen und seine Agoraphobie, wobei unklar ist, welche Aspekte davon tatsächlich zu ihm gehörten. Er starb am 5. April 2024 im Alter von 46 Jahren.

## Filmografie
- 2010: Lindenstraße – Novemberblues (Fernsehserie)
- 2012: Kommissar Stolberg – Unter Feuer (Fernsehserie)
- 2014: Stromberg – Der Film
- 2015: Tatort – Benutzt (Fernsehfilm)
- 2014: Der Knastarzt – Geiselnahme (Fernsehserie)
- 2014: Die Lügen der Sieger
- 2016: Der Untergang der Cap Arcona (Kurzfilm)
- 2016: Framing Mom
- 2016: Five: Find Your Limit
- 2017: Julia & Romeo – Liebe ist ein Schlachtfeld
- 2018: Space 1889: The Secret of Phobos
- 2018: Meine teuflisch gute Freundin
- 2019: Born Dead (Kurzfilm)
- 2019: Nocta
- 2020: Todesmarsch (Kurzfilm)
- 2020: Death of a Clown
- 2022: Einöde der Peiniger
- 2022: Thomas und Marco
- 2023: Todesmarsch nach Chiasso

## Theaterrollen
- Der Gott des Gemetzels, Cala Theater Freiburg im Breisgau[4]
- Schwarz gemacht, English Theatre Berlin[5]